# ビリー・グリーン・ブッシュ
ビリー・グリーン・ブッシュ（Billy "Green" Bush、1935年11月7日 - ）はアメリカ合衆国の俳優。

## 人物
『大草原の小さな家』にてキャロライン役を勤めていた双子リンゼイとシドニーの父親である。

## 出演
- 13日の金曜日/ジェイソンの命日
- エルヴィス
- 新・世にも不思議なアメージング・ストーリー4
- ランページ/裁かれた狂気
- ダブルフェイス（前・後）
- クリッター
- 世にも不思議なアメージング・ストーリー7
- ザ・リバー
- トム・ホーン
- ジェリコ・マイル/獄中のランナー
- 猛獣大脱走/全市民緊急避難せよ
- 荒野の呼び声
- FBI/ミシシッピー・クライシス
- アリスの恋（ドナルド）
- エーゲ海の旅情
- グライド・イン・ブルー
- モンテ・ウォルシュ
- 男の出発（フランク・カルペッパー）
- ソルジャー・ボーイ
- ファイブ・イージー・ピーセス（エルトン）